# Macropodusinae
Pour les articles homonymes, voir Macropodinae (homonymie).
Sous-famille
Les Macropodusinae (Macropodusinés) sont une sous-famille de poissons de la famille des Osphronemidae. Cette famille portait auparavant le nom Macropodinae.

## Liste des genres
Selon World Register of Marine Species (13 octobre 2019) :
- genre Betta Bleeker, 1850
- genre Macropodus Lacepède, 1801
- genre Malpulutta Deraniyagala, 1937
- genre Parosphromenus Bleeker, 1877
- genre Pseudosphromenus Bleeker, 1879
- genre Trichopsis Canestrini, 1860